# Sekihiko Inui
Sekihiko Inui (犬威赤彦?, Inui Sekihiko; 26 marzo ...) è un fumettista giapponese.
Sekihiko è principalmente conosciuto per Murder Princess e per l'adattamento manga di Comic Party , dopo la quale si impegnò come creatore di doujinshi al Comiket. Attualmente sta lavorando alla serie Ratman.

## Opere
- Comic Party (2000)
- Murder Princess (2005-2007)
- Gensou Shuugi (2006)
- Ratman (2007-2013)
- Date A Live (2013-2014)
- This Is It! Seisaku Shinkō Shinonome Jirō (2020 - in corso, solo disegni, in collaborazione con Yūichiro Mimose)

### Doujinshi
- Fiesta! (2003, hentai)
- Tsukihime-Battle Standard (2003)